# Drag You to Hell
Drag You to Hell è un singolo del rapper italiano Noyz Narcos, pubblicato il 1º marzo 2011 per il progetto "Black Bandana Click" formato nel 2010 insieme a Duke Montana e Metal Carter.

## Video musicale
Il videoclip è stato diretto da Mauro Russo.